# Marlon
Marlon  è un nome proprio di persona inglese maschile.

## Origine e diffusione
Questo nome deve la sua diffusione interamente a Marlon Brando, il celebre attore statunitense divenuto famoso nella seconda metà del Novecento.
È risaputo che Brando ha preso il nome dal padre, suo omonimo, ma la maggioranza delle fonti non si spinge oltre questo punto, affermando che l'etimologia del nome è ignota. Altre fonti, tuttavia, notano che vi fu un terzo Marlon Brando, nato a New York negli anni 1840 e ancora vivo all'inizio del Novecento: molto probabilmente egli era cugino di Eugene, il padre di Marlon Brando Senior, il quale potrebbe quindi essere stato chiamato come lui; questo terzo Marlon, però, all'anagrafe era registrato come "Marland". 
Se fosse questo il caso, Marlon sarebbe quindi una variante di Marland o Moreland, un cognome inglese attestato anche come nome proprio sin dal XVII secolo: originariamente, il cognome indicava forse qualcuno che viveva vicino ad una brughiera (moorland, in inglese moderno) o, in certi casi, poteva essere derivato dal toponimo di Morland, un villaggio della Cumbria (che deriva dalle radici norrene mór, "brughiera", "palude", e lundr, "bosco").

## Onomastico
L'onomastico può essere festeggiato il primo di novembre, festa di Ognissanti, non essendovi santi con questo nome che è quindi adespota.

## Persone
- Marlon Brando, attore statunitense

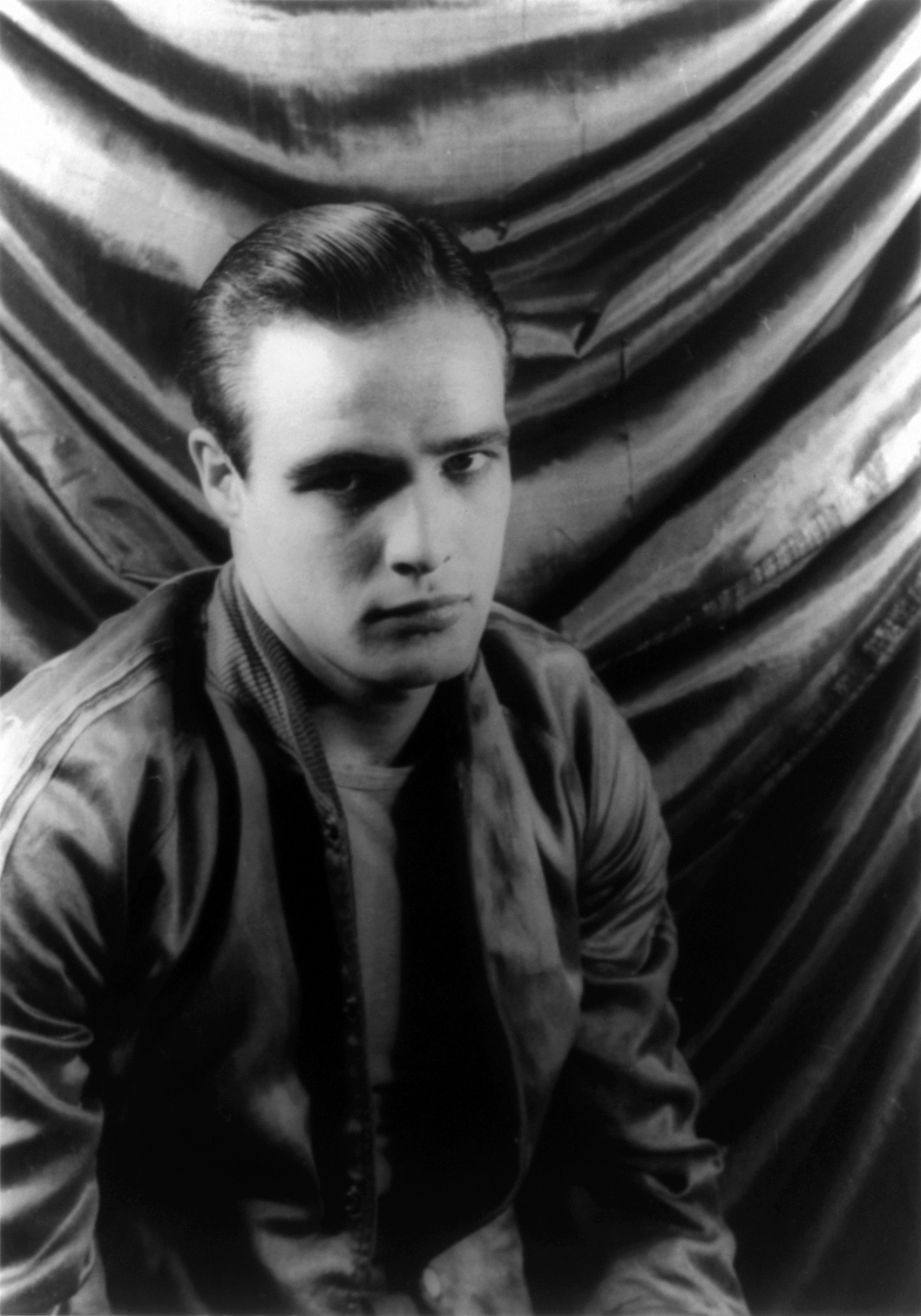
Marlon Brando

- Marlon de Jesús, calciatore ecuadoriano
- Marlon Devonish, atleta britannico
- Marlon Harewood, calciatore inglese
- Marlon Jackson, cantante e ballerino statunitense
- Marlon King, calciatore giamaicano
- Marlon Pérez, ciclista su strada e pistard colombiano
- Marlon Roudette, cantautore inglese
- Marlon Sandro, artista marziale misto brasiliano
- Marlon Teixeira, modello brasiliano
- Marlon Wayans, regista, attore e produttore cinematografico statunitense

## Il nome nelle arti
- Marlon è un personaggio della serie di film La tribù del pallone.